# Acontia semiplumbea
Acontia semiplumbea là một loài bướm đêm trong họ Noctuidae.